# インクライス線
インクライス線（ドイツ語: Innkreisbahn）は、オーストリア国鉄の鉄道線の名称で、上オーストリア州ノイマルクトとブラウナウを結ぶ単線幹線鉄道である。路線番号は151。この路線はミュンヘン - ジムバッハ線を継承して上オーストリア州の中心地とバイエルン州を連結する役割りを果たしている。ミュンヘン - ヴィーン間の距離は、この路線の経由の場合、最も短いので、1883年から1897年までオリエント急行列車がこの路線を経由した。

## 歴史
1861年シェルディング郡でパッサウ方面の鉄道が開通された時に、同じインクライス地域に属するリート郡とブラウナウ郡では鉄道がまだ建設されなかった。インクライス地域は地理的および伝統的にバイエルンと近かったので、ノイマルクトから始まりリートを経てブラウナウに至る鉄道の建設およびバイエルン鉄道路線との連結問題はリート住民の催促で固着された。1868年ノイマルクト＝リート＝ブラウナウ鉄道帝室特認株式会社（k.k. priv. Aktiengesellschaft der Neumarkt–Ried–Braunauer Bahn）が設立され、翌年に建設工事が始まった。1870年ノイマルクト＝リート＝ブラウナウ鉄道は皇后エリーザベト鉄道に合併されて、理由は、この路線がミュンヘン - ウィーン区間の場合、65 kmのより短い連結で西部鉄道の競争路線となるという恐れであった。
1870年12月20日にノイマルクト・カルハム - ブラウナウ区間が開業された。1871年3月6日の契約によりジムバッハ - 国境線区間は皇后エリーザベト鉄道に賃貸されて、その会社により運営することとなった。同年6月1日ブラウナウ - ジムバッハ区間の運行はイン川鉄道橋の完工とミュンヘン - ジムバッハ線の開通により開始された。1883年6月5日からパリ - コンスタンティノープル区間でオリエント急行路線が導入され、列車は1897年5月までこの路線を経由していた。1884年インクライス線は他の皇后エリーザベト鉄道路線とともに王立オーストリア国鉄に引き受けられた。
2013年12月の定期時刻表変更の時からこの路線およびシェルディングあるいはアトナング＝プッフハイム方面の列車はリート駅で同時に接続できることとなった。すなわち、「リートのクモ（Spinne Ried）」と呼ばれる一定間隔運行が再び導入された。その時にミュンヘン - ガルステン区間で運行されたD列車は廃止された。

## 運行形態
快速と普通について説明する。全区間は上オーストリア運輸連合（Oberösterreicher Verkehrsverbund, OÖVV）の運賃システムにより適用される。

### 快速「レギオナルエクスプレス(REX)」
- リンツ - ノイマルクト - リート → ジムバッハ
平日は西行3本、東行1本の運行。休日は西行1本のみ運行。西行は1本がノイマルクト始発、1本がブラウナウ止まりとなり、リンツ発ジムバッハ行の1本がヴェンドリング停車、残り2本がペータースキルヒェン通過。東行はリート始発で、ヴェンドリングにも停車する。ノイマルクト以東は150号線に直通する。
過去の運行形態
2019年以前は、東行の列車が、ジムバッハ→リンツの区間で平日・休日とも1本運行していた。また、ノイマルクト始発の列車は普通列車として運行していた（ただし停車駅は現在と同じ）。
2019年末に、東行の運行を休止した。ノイマルクト始発の列車が快速に格上げされた。
2020年末に、リート以東で東行の運行が復活した。

- ブラウナウ → ノイマルクト ( → ヴェルス)　【平日運行】
平日のみ、一日あたり東行1本の運行。ガインベルクに停車し、ノイマルクト以東は普通列車としてリンツに直通する。ノイマルクト以東は150号線に直通する。

### 普通
ノイマルクト～ジムバッハ間に、平日は1時間に1本、休日は2時間に1本の運行される。ノイマルクトで、150号線リンツ方面の列車に接続するが、4時間に1本程度直通する便もある。

## 駅一覧
以下では、オーストリア国鉄151号線の駅と営業キロ、停車列車、接続路線などを一覧表で示す。
- 種別
  - REX：快速
  - R：普通
- 停車駅
  - ■印：全列車停車
  - ●印：一部通過
  - ☆印：半数停車
  - ○印：一部停車
  - ｜印：全列車通過

| 路線名 | 駅名                             | 駅間営業キロ | 累計営業キロ | REX | R | 接続路線          | 所在地                   | 所在地                       |
| ------ | -------------------------------- | ------------ | ------------ | --- | - | ----------------- | ------------------------ | ---------------------------- |
| 151    | ノイマルクト・カルハム駅         | -            | 0.0          | ■   | ■ | 143号線、150号線  | オーバーエスターライヒ州 | グリースキルヒェン郡         |
| 151    | ヴェンドリンク駅                 | 6.5          | 6.5          | ○   | ■ |                   | オーバーエスターライヒ州 | グリースキルヒェン郡         |
| 151    | プラム・ハーク駅                 | 3.2          | 9.7          | ■   | ■ |                   | オーバーエスターライヒ州 | グリースキルヒェン郡         |
| 151    | ペータースキルヒェン駅           | 5.4          | 15.1         | ●   | ■ |                   | オーバーエスターライヒ州 | リート・イム・インクライス郡 |
| 151    | リート・イム・インクライス駅     | 6.5          | 21.6         | ■   | ■ | 171号線           | オーバーエスターライヒ州 | リート・イム・インクライス郡 |
| 151    | ノイラッティンク駅               | 10.2         | 31.8         | ｜  | ■ |                   | オーバーエスターライヒ州 | リート・イム・インクライス郡 |
| 151    | グアテン駅                       | 3.5          | 35.3         | ■   | ■ |                   | オーバーエスターライヒ州 | リート・イム・インクライス郡 |
| 151    | ガインベルク駅                   | 4.6          | 39.9         | ○   | ■ |                   | オーバーエスターライヒ州 | リート・イム・インクライス郡 |
| 151    | オーバーンベルク・アルトハイム駅 | 2.5          | 42.4         | ■   | ■ |                   | オーバーエスターライヒ州 | リート・イム・インクライス郡 |
| 151    | ミュールハイム駅                 | 2.9          | 45.3         | ｜  | ■ |                   | オーバーエスターライヒ州 | リート・イム・インクライス郡 |
| 151    | ミニンク駅                       | 3.5          | 48.8         | ■   | ■ |                   | オーバーエスターライヒ州 | ブラウナウ・アム・イン郡     |
| 151    | ハーゲナウ・イム・インクライス駅 | 4.6          | 53.4         | ｜  | ■ |                   | オーバーエスターライヒ州 | ブラウナウ・アム・イン郡     |
| 151    | ブラウナウ・アム・イン駅         | 5.0          | 58.4         | ■   | ■ | 190号線           | オーバーエスターライヒ州 | ブラウナウ・アム・イン郡     |
| 151    | ジムバッハ駅                     | 2.1          | 60.5         | ■   | ■ | ドイツ国鉄941号線 | ニーダーバイエルン県     | ロッタル・イン郡             |